# KEIRINグランプリ'98
KEIRINグランプリ'98（けいりんぐらんぷりきゅうじゅうはち）は、1998年12月30日に立川競輪場で開催されたKEIRINグランプリである。優勝賞金7000万円。

## 出場選手
| 車番 | 選手       | 出身県 | 選考理由                                          |
| ---- | ---------- | ------ | ------------------------------------------------- |
| 1    | 小橋正義   | 岡山   | 第7回寬仁親王牌優勝                               |
| 2    | 神山雄一郎 | 栃木   | 賞金獲得額上位                                    |
| 3    | 山田裕仁   | 岐阜   | KEIRINグランプリ'97優勝・第14回全日本選抜競輪優勝 |
| 4    | 本田晴美   | 岡山   | 賞金獲得額上位                                    |
| 5    | 高木隆弘   | 神奈川 | 第49回高松宮記念杯競輪優勝                        |
| 6    | 加倉正義   | 福岡   | 第40回競輪祭優勝                                  |
| 7    | 児玉広志   | 香川   | 賞金獲得額上位                                    |
| 8    | 山口幸二   | 岐阜   | 第41回オールスター競輪優勝                        |
| 9    | 吉岡稔真   | 福岡   | 第51回日本選手権競輪優勝                          |

## 競走結果
| 着順 | 選手       | 決まり手 |
| ---- | ---------- | -------- |
| 1    | 山口幸二   | 差       |
| 2    | 神山雄一郎 | 差       |
| 3    | 小橋正義   |          |
| 4    | 山田裕仁   |          |
| 5    | 吉岡稔真   |          |
| 6    | 本田晴美   |          |
| 7    | 高木隆弘   |          |
| 8    | 加倉正義   |          |
| 落棄 | 児玉広志   |          |

### 配当金額
| 車番二連勝単式 | 8-2 | 8350円 |
| 枠番二連勝単式 | 6-2 | 1480円 |

## エピソード
- GP単体の売上は、98億0189万5400円[1]。目標の100億円には、僅かに届かなかった。

- シリーズ全体の目標額は220億円だったが、シリーズ3日間の売り上げは200億7466万1300円と目標を大きく下回った。

### 競走データ
- 本田晴美は、10年ぶりのグランプリ出場だった。

- 神山雄一郎は、4年連続の準優勝に終わった。

- 優勝の山口幸二は、当レース前日にガッツポーズの予行演習を行っていたという記事が、各種スポーツ新聞に掲載されたが、『本番』でその「練習」の成果を成就させたことが話題となった。なお、山口が優勝するまで、競輪の慣習として、『弱い選手』が入るとされている、4、6、8番車（俗称・ヨーロッパ）の優勝事例は一度もなかった。また、山口は史上2例目のグランプリ初出場初優勝（第1回を除く）を果たした。